# Schweizer Nationalmannschaft Skitourenrennen
Die Schweizer Nationalmannschaft Skitourenrennen (bis 2008 Schweizer Nationalmannschaft Skialpinismus), das sogenannte SAC Swiss Team, ist eine vom Schweizer Alpen-Club (SAC) getroffene Auswahl an Skibergsteigern, die sich in Wettkämpfen des SAC oder des International Council for Ski Mountaineering Competitions (ISMC) qualifiziert haben.
Die Sportart Skitourenrennen hat in der Schweiz eine weit zurückreichende Tradition, so zählt die Patrouille des Glaciers zu den bekanntesten Wettkämpfen der Sportart. Zu Beginn der 1990er Jahre gründeten die nationalen Skibergsteiger gemeinsam mit denen Frankreichs, Italiens, Spaniens, Andorras und aus der Slowakei das Comité International du Ski-Alpinisme de Compétition (CISAC). Die Schweiz beteiligte sich erstmals 1993 mit der Trophée du Muveran am seit 1992 ausgetragenen Europacup, 1995 folgte die Beteiligung mit dem Alpiniski des Dents-du-Midi-Rennen.
1997 wurde die Sportart in die Abteilung Wettkampfsport des SAC integriert. Seit 2000 gibt es einen B-Kader für den Nachwuchs mit entsprechender Ausbildung. Nach den Olympischen Winterspielen 2006 in Turin erfolgte durch Swiss Olympic eine Neubewertung der Wintersportarten und Skibergsteigen wurde der Kategorie 3 zugeordnet.
2002 holte das Schweizer Team bei der Durchführung der I. Weltmeisterschaft Skibergsteigen in Serre Chevalier insgesamt sechs Medaillen und 2004 bei der II. Weltmeisterschaft im Val d’Aran 20 Medaillen und erhielt in Spanien den Titel „Beste Ski-Alpinismus-Nation“ der Welt. Derzeitiger Disziplinenchef ist der Bergführer und Skialpinist Rolf Zurbrügg. Als Disziplinenchef ist er für die Konzeptentwicklung und die Betreuung des Swiss Teams verantwortlich. Die Organisation der nationalen Wettkämpfe bleibt Aufgabe der SAC-Kommission Skialpinismus.
Das Swiss Team zählt neben der italienischen Nationalmannschaft und der Equipe de France de Ski de Montagne zu den erfolgreichsten Teams auf internationaler Ebene.

## Ehemalige Trainer
- Raphy Frossard
- Jean-François Cuennet